# Blåkronad fnittertrast
Blåkronad fnittertrast (Pterorhinus courtoisi) är en akut hotad fågel inom familjen fnittertrastar inom ordningen tättingar.

## Utseende
Blåkronad fnittertrast är en liten (23 cm) fnittertrast. Den är djup blå på hjässa och nacke och även blå på yttre handpennorna. Ryggen är olivtonat brun, medan undersidan är mestadels gul med ett gråaktigt bröstband. Undergumpen är vit och på den grå stjärten syns först ett svart, sedan en vit kant. I ansiktet syns en svart ögonmask.

## Utbredning och systematik
Blåkronad fnittertrast behandlas antingen som monotypisk delas in i två underarter:
- courtoisi – förekommer i östra centrala Kina i norra Jiangxi-provinsen
- simaoensis – förekommer i södra Kina i Yunnan

### Släktestillhörighet
Blåkronad fnittertrast placeras traditionellt i det stora fnittertrastsläktet Garrulax, men den taxonomiska auktoriteten Clements et al lyfte ut den och ett antal andra arter till släktet Ianthocincla efter DNA-studier. Senare studier visar att Garrulax består av flera, äldre utvecklingslinjer, även inom Ianthocincla. Författarna till studien rekommenderar därför att släktet delas upp ytterligare, på så sätt att blåkronad fnittertrast med släktingar lyfts ut till det egna släktet Pterorhinus. Idag följer tongivande International Ornithological Congress och även Clements et al dessa rekommendationer.

## Levnadssätt
Arten hittas i städsegrön lövskog, men även i bestånd av träd i bebyggda trakter. Den ses vanligen i par eller smågrupper på jakt efter insekter och små frön. Häckningen sker från april till juli. I det skålformade boet av kvistar och växtfibrer lägger en två till fyra ägg som ruvas av båda könen i 13 dagar.

## Status
Blåkronad fnittertrast har så vitt man känner till ett mycket litet och fragmenterat utbredningsområde och ett minimalt bestånd uppskattat till under 250 vuxna individer. Den tros också minska i antal till följd av exploatering av dess levnadsmiljö och låg fertilitet. Internationella naturvårdsunionen IUCN listar den därför som akut hotad, men poängterar att fler populationer kan finnas och att den därför kan nedgraderas i framtiden.

## Namn
Fågelns vetenskapliga artnamn hedrar Père Frédéric Courtois (1860-1928), fransk missionär verksam i Kina 1901-1928 men även curator vid Sikaweimuseet och naturforskare.